# مانتری پارک ترکت (کالیفرنیا)
مانتری پارک ترکت (به انگلیسی: Monterey Park Tract) یک منطقهٔ مسکونی در ایالات متحده آمریکا است که در شهرستان استانیسلاس، کالیفرنیا واقع شده‌است. مانتری پارک ترکت ۰٫۱۲۲ کیلومتر مربع مساحت و ۱۳۳ نفر جمعیت دارد و ۱۸٫۹ متر بالاتر از سطح دریا واقع شده‌است.